# Jacob Barnett

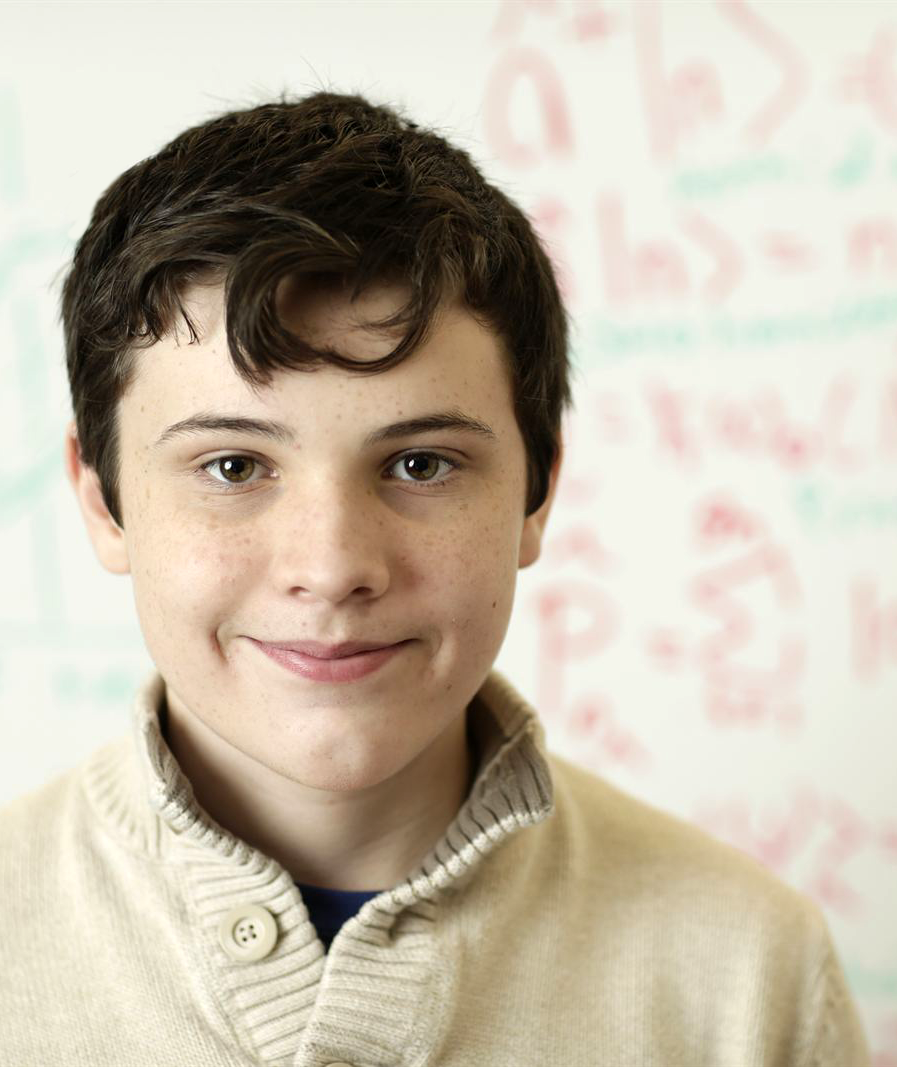
Jacob Barnett

Jacob L. „Jake“ Barnett (* 26. Mai 1998 in Indiana) ist ein US-amerikanischer Physiker, der als Wunderkind bekannt wurde.

## Leben
Bei ihm wurde im Alter von zwei Jahren Autismus diagnostiziert. Da im Förderkindergarten keine Erfolge erzielt wurden und die Erzieher meinten, er würde weder sprechen noch schreiben können, entschlossen sich seine Eltern, ihn privat zu fördern. Er hatte schon sehr früh Interesse an Physik und Astronomie. Aufgrund seiner zeitweisen Unfähigkeit zu kommunizieren bekamen seine Eltern erst spät mit, welche Gedankengänge er verfolgte. Im Alter von 13 Jahren war er Co-Autor einer Physik-Forschungsarbeit, die veröffentlicht wurde. Psychologie-Professorin Joanne Ruthsatz, die Wunderkinder an der Ohio State University untersucht, sagte in einem Interview, dass Begabungen, wie Barnett sie hat, bei ca. einem von zehn Millionen Menschen vorkommen. Laut der von seiner Mutter veröffentlichten Biographie war er Mitglied bei Mensa und Intertel, zwei Vereinigungen für hohe Intelligenz.
2011 stellte Barnetts Mutter eine Serie von Videos auf YouTube ein. In den Medien erschienen Artikel mit Überschriften wie „Wunderkind stellt Einstein in den Schatten“ und „12-Year-Old Genius Expands Einstein’s Theory of Relativity, Thinks He Can Prove It Wrong“.
Barnett wurde 2013 am Perimeter Institute for Theoretical Physics in Waterloo zu dem einjährigen Master-Studienprogramm Perimeter Scholars International zugelassen. Mit 15 Jahren war er der jüngste Student, der seit Beginn des Programms daran teilnahm. 2014 schloss er den Studiengang erfolgreich ab. Anschließend nahm er ein Postgraduate-Studium am Perimeter Institute und an der University of Waterloo auf und bereitet seine Promotion vor.
Im Mai 2025 trat er gegen den amtierenden Weltmeister im Tischfußball (Tony Spredeman) im Viertelfinale der Single-Disziplin an.

## Publikationen
2011 veröffentlichte Barnett als Co-Autor den Artikel Origin of maximal symmetry breaking in even PT-symmetric lattices im Journal Physical Review A mit Yogesh N. Joglekar, einem Physikprofessor an der Indiana University-Purdue University Indianapolis (IUPUI). Mit 13 Jahren war er die jüngste Person, die jemals in dem Journal veröffentlichte.

## Arbeiten
- Yogesh N. Joglekar, Jacob L. Barnett: Origin of maximal symmetry breaking in even PT-symmetric lattices. In: Physical Review A. 84. Jahrgang, Nr. 2, 30. August 2011, doi:10.1103/PhysRevA.84.024103 (englisch).
- Jacob Barnett, Lee Smolin: Fermion Doubling in Loop Quantum Gravity, 2015, arxiv:1507.01232